# Райт, Чарльз (ботаник)
Чарльз Райт (англ. Charles Wright, исп. Carlos Wright; 1811—1885) — американский путешественник и собиратель образцов растений.

## Биография
Чарльз Райт родился 29 октября 1811 года в городе Уэтерсфилд штата Коннектикут в семье Джеймса Райта и Мэри Гудрич. Учился в местной школе, в 1831 году поступил в Йельский университет. В 1835 году окончил Университет, после чего некоторое время занимался обучением на дому в семье луизианского плантатора. В 1837 году переехал в город Савалья (Техас), где работал школьным учителем, в свободное время занимаясь охотой и коллекционированием растений Техаса. С 1844 года Райт вёл переписку с известным ботаником Гарвардского университета Эйсой Греем. В 1847 году Райт оставил преподавание и переехал в Остин.
В 1849 году Райт отправился на организованную для него Греем экспедицию по долине Рио-Гранде. Райт прошёл 673 мили и в конце года переслал Грею образцы 1400 различных видов растений, собранных во время экспедиции. Часть образцов кактусов Райт отправил Джорджу Энгельману в Сент-Луис.
В 1851—1852 Райт исследовал флору границы Техаса и Мексики. В 1853 году он последовательно посетил Мадейру, острова Зелёного Мыса, мыс Доброй Надежды, Сидней, Гонконг, Японию, Берингов пролив, Калифорнию и Никарагуа, после чего вернулся в Уэтерсфилд. С 1856 года на протяжении 11 лет Райт путешествовал по Кубе. В 1868 году он стал исполнительным директором гербария Грея.
Свои последние дни Чарльз Райт прожил в Уэтерсфилде вместе со своими братьями и сёстрами, никто из которых не был женат или замужем. 11 августа 1885 года он скончался.

## Названы в честь Ч. Райта
Именем Чарльза Райта названа начальная школа в его родном городе Уэтерсфилд.
Роды:
- Carlowrightia A.Gray, 1878, nom. cons.
- Wrightiella Speg., 1923, nom. illeg. [= Cyclostomella Pat., 1896]

Виды злаков:
- Andropogon wrightii Hack. (1885)
- Aristida wrightii Nash (1903)
- Muhlenbergia wrightii Vasey ex J.M.Coult. (1885)
- Panicum wrightianum Scribn. (1898) [= Dichanthelium wrightianum (Scribn.) Freckmann]
- Pappophorum wrightii S.Watson (1883) [= Enneapogon desvauxii P.Beauv.]
- Sporobolus wrightii Scribn. (1882)